# Stasera che sera (album)
Stasera che sera è la seconda raccolta dei Matia Bazar, pubblicata dall'etichetta discografica CGD nella serie economica MusicA su LP e cassetta (catalogo LSM 1267) nel 1978, su CD (CDLSM 100024) nel 1988.

## Descrizione
Ha copertina celeste/blu ed è la prima di 3 raccolte, le altre sono Solo tu (unica presente sulla discografia del sito ufficiale) e C'è tutto un mondo intorno, che contengono ristampe dei brani di maggior successo della produzione discografica del gruppo nel periodo 1975-1980, già editi dalla Ariston Records.
Mister Mandarino, con il titolo abbreviato, compare per la prima volta in una raccolta, in precedenza era disponibile solo sul singolo del 1978.
Nessun singolo estratto.

## Tracce
L'anno indicato è quello di pubblicazione dell'album che contiene il brano.
Lato A
1. Stasera che sera – 3:26 (testo: Aldo Stellita – musica: Piero Cassano, Carlo Marrale) – 1976
2. Che male fa – 3:50 (testo: Aldo Stellita – musica: Piero Cassano, Carlo Marrale) – 1977
3. Ma perché[4] – 3:23 (testo: Aldo Stellita – musica: Piero Cassano, Carlo Marrale) – 1977
4. Cavallo bianco (versione album) – 4:55 (testo: Giovanni Belfiore, Aldo Stellita – musica: Piero Cassano, Carlo Marrale) – 1976
5. Un domani sempre pieno di te – 4:18 (testo: Aldo Stellita – musica: Piero Cassano, Carlo Marrale) – 1976

Lato B
1. Per un'ora d'amore (versione album) – 3:59 (testo: Giovanni Belfiore, Aldo Stellita – musica: Piero Cassano, Carlo Marrale) – 1976
2. Io, Matia – 3:15 (testo: Aldo Stellita – musica: Piero Cassano) – 1976
3. Mr. Mandarino – 3:36 (testo: Aldo Stellita – musica: Piero Cassano, Carlo Marrale) – 1978, inedito su album
4. Ma che giornata strana – 4:45 (testo: Aldo Stellita – musica: Piero Cassano, Carlo Marrale) – 1976
5. E dirsi ciao – 4:40 (testo: Giancarlo Golzi, Aldo Stellita – musica: Antonella Ruggiero, Piero Cassano, Carlo Marrale) – 1978

## Formazione
- Antonella Ruggiero - voce, vocalizzi (in Cavallo bianco e Io, Matia)
- Piero Cassano - tastiere, voce
- Carlo Marrale - chitarre, voce
- Aldo Stellita - basso
- Paolo Siani - batteria e percussioni (in Stasera che sera e Io, Matia)[5][6]
- Giancarlo Golzi - batteria nelle altre tracce